# Guioa diplopetala
Guioa diplopetala är en kinesträdsväxtart som först beskrevs av Justus Carl Hasskarl, och fick sitt nu gällande namn av Ludwig Radlkofer. Guioa diplopetala ingår i släktet Guioa och familjen kinesträdsväxter. Inga underarter finns listade i Catalogue of Life.